# Begonia eiromischa
Begonia eiromischa (englischer Trivialname: Woolly-stalked Begonia) ist eine höchstwahrscheinlich ausgestorbene Pflanzenart aus der Gattung der Begonien (Begonia). Die Erstbeschreibung durch den englischen Botaniker Henry Nicholas Ridley wurde 1917 veröffentlicht.

## Merkmale
Begonia eiromischa hatte ein kurzes und kräftiges Rhizom. Die fleischigen, angespitzten Laubblätter waren schief schild- und nierenförmig. Die glatten Blattflächen waren tiefgrün. Die Länge und Breite der Blattspreite betrug 7,6 bis 8,9 Zentimeter. Es gab sieben Blattadern. Die dicken, holzigen, dicht mit einer roten Flaumschicht bedeckten Blattstiele waren 5,1 bis 7,6 Zentimeter lang. Die glatte, rote Blütenstandsachse war ungefähr 12,7 Zentimeter lang. Die ungefähr 1,27 Zentimeter großen, roséfarbenen Blüten waren an zwei Zweigen angeordnet. Die beiden Kelchblätter waren kreisrund. Die linearen Kronblätter waren sehr schmal. Der dreiteilige Griffel bildete zweiteilige Äste. Die 1,5 Zentimeter langen Früchte hatten sehr kurze und hinten ziemlich dünne Seitenflügel.

## Vorkommen und Lebensraum
Begonia eiromischa war endemisch auf Pulau Betong nahe der Insel Penang, die zur Halbinsel Malaysia gehört. Sie wuchs auf Granitgestein in einer Höhe von 170 m in der Nachbarschaft von Dipterocarp-Wäldern. 

## Aussterben
Begonia eiromischa ist nur von zwei Aufsammlungen aus den Jahren 1886 und 1898 bekannt. Der Lebensraum dieser Art ist durch landwirtschaftliche Veränderung völlig zerstört. Trotz intensiver Suchen in den 1980er Jahren konnte diese Pflanzenart nicht mehr nachgewiesen werden. 2007 wurde sie deshalb von der IUCN für „ausgestorben“ erklärt.